# Matt Niskanen
Matthew „Matt“ Niskanen (* 6. Dezember 1986 in Virginia, Minnesota) ist ein ehemaliger US-amerikanischer Eishockeyspieler. Der Verteidiger bestritt inklusive Playoffs über 1000 Partien für die Dallas Stars, Pittsburgh Penguins, Washington Capitals und Philadelphia Flyers in der National Hockey League (NHL). Dabei gewann er mit den Capitals in den Playoffs 2018 den Stanley Cup.

## Karriere

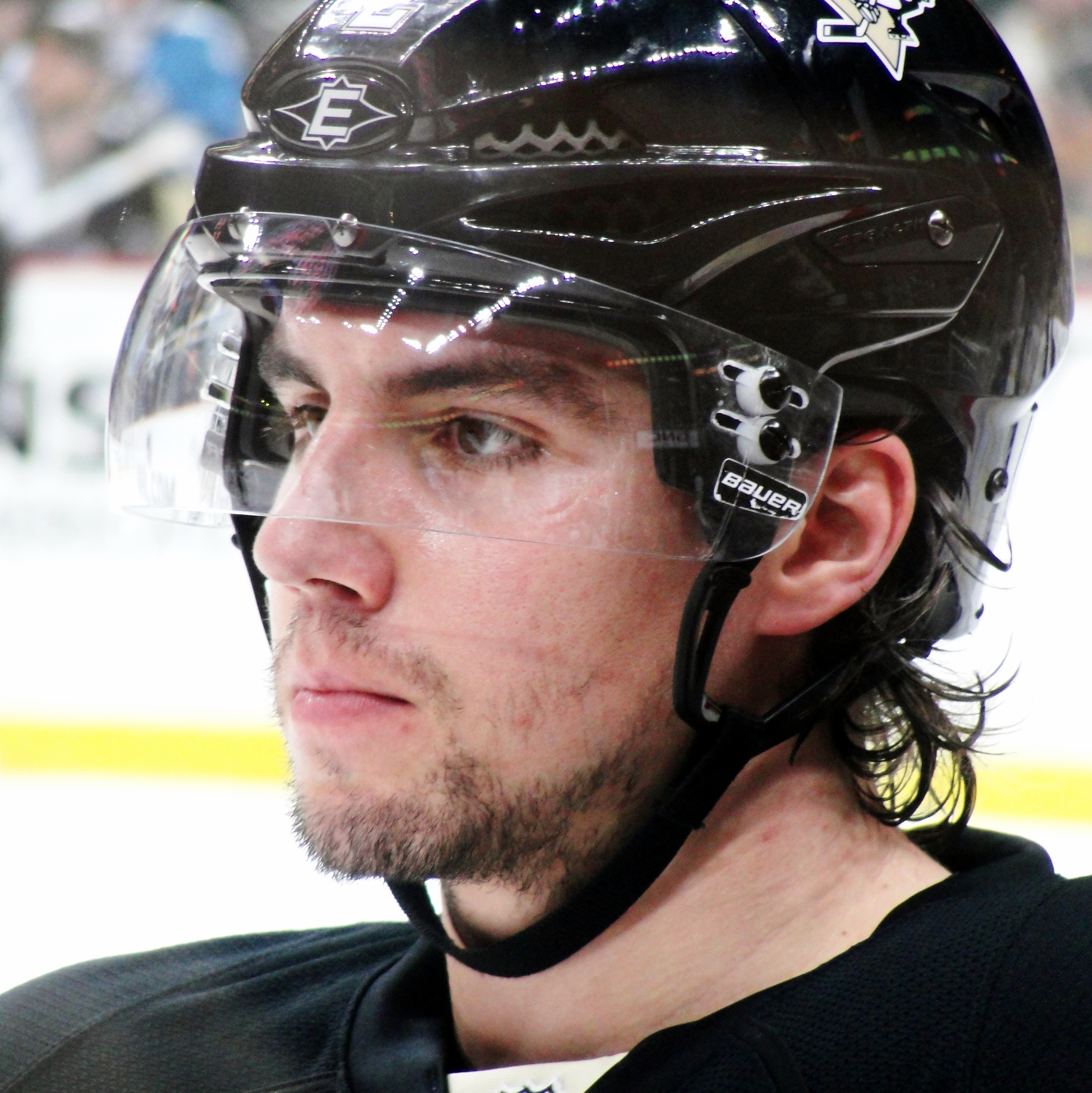
Niskanen als Spieler der Pittsburgh Penguins (2012)

Während seiner Juniorenzeit spielte er für die University of Minnesota Duluth in der National Collegiate Athletic Association. Er wurde von den Dallas Stars im NHL Entry Draft 2005 in der ersten Runde an 28. Stelle gedraftet.
Nach zwei erfolgreichen Spielzeiten in Minnesota (45 Punkte in 77 Spielen) entschied Niskanen sich nach seiner Sophomore-Saison, sofort ins professionelle Eishockey zu wechseln und spielte noch 25 (inkl. Playoffs) Spiele für das AHL-Team der Stars, die Iowa Stars. Des Weiteren wurde er in der Saison 2006/07 für seine Leistungen in Minnesota in das All-WCHA First Team gewählt. Er unterschrieb einen Dreijahresvertrag mit den Dallas Stars, mit Gültigkeit ab der Saison 2007/08, in der er im Trainingscamp direkt den Sprung in das NHL-Team schaffte. Gleich zu Beginn der Saison bildete er die erste Verteidigungsreihe mit Veteran Sergei Subow und sammelte so viel Erfahrung und Spielminuten. Für seine Leistungen wurde er für das YoungStars Game 2008 nominiert.
Am 21. Februar 2011 wurde Niskanen in einem Transfergeschäft gemeinsam mit James Neal im Austausch für Alex Goligoski an die Pittsburgh Penguins abgegeben. Nach drei Jahren in Pittsburgh wurde sein auslaufender Vertrag nicht verlängert, sodass er sich im Juli 2014 als Free Agent den Washington Capitals anschloss. Mit dem Team gelang ihm in den Playoffs 2018 der erste Stanley-Cup-Gewinn der Franchise-Geschichte. Nach einem weiteren Jahr in Washington wurde Niskanen im Juni 2019 im Tausch für den Tschechen Radko Gudas zu den Philadelphia Flyers transferiert. Dort bestritt er seine letzte NHL-Saison, da er seine Karriere im Oktober 2020 für beendet erklärte. 

### International
Mit der US-amerikanischen Nationalmannschaft debütierte Niskanen bei der Weltmeisterschaft 2009 und vertrat sein Heimatland auch beim World Cup of Hockey 2016.

## Erfolge und Auszeichnungen
- 2007 WCHA First All-Star Team
- 2008 Teilnahme am NHL YoungStars Game
- 2018 Stanley-Cup-Gewinn mit den Washington Capitals

## Karrierestatistik

### International
Vertrat die USA bei:
- U20-Junioren-Weltmeisterschaft 2006
- Weltmeisterschaft 2009
- World Cup of Hockey 2016

(Legende zur Spielerstatistik: Sp oder GP = absolvierte Spiele; T oder G = erzielte Tore; V oder A = erzielte Assists; Pkt oder Pts = erzielte Scorerpunkte; SM oder PIM = erhaltene Strafminuten; +/− = Plus/Minus-Bilanz; PP = erzielte Überzahltore; SH = erzielte Unterzahltore; GW = erzielte Siegtore; 1 Play-downs/Relegation; Kursiv: Statistik nicht vollständig)